# Asahimori-tenmangū
Asahimori-tenmangū (朝日森天満宮) är en shinto-helgedom i Tenjin, Sano, Tochigi prefektur. Dess namn har även stavats "旭森". Området Tenjins namn är kopplat till helgedomen.

## Översikt
- Helgedomen är belägen i den norra delen av staden Sanos centrum, och den angränsas i öster av ett gymnasium. Sedan 2018 utförs här usokae, en ritual som är speciell för helgedomar dedikerade till Sugawara no Michizane.[1]

## Historia
- 1023 - Helgedomen sägs ha grundats Fukiwara no Hidesatos ättling i sjunde led, Ashikaga Ietsuna. Då denne utsatts för falska anklagelser räddades han av Tenjins gudomliga beskydd, och han förde därefter guden hit från Dazaifu.[2]
- 1602 - Den flyttas till nuvarande platsen.
- 1872 - Den döps om till Asahimori-jinja, och blir rankad som distriktshelgedom. Senare får den sitt nuvarande namn.
- 1937 - Dess shaden byggs om.
- 1939 - Den blir rankad som prefekturshelgedom.

## Övrigt
- Tidigt på våren står plommonträden längs helgedomens sandō i full blom, och lockar många besökare.